# Wang Xinyu
Wang Xinyu (chinês: 王欣瑜; pinyin: Wáng Xīnyú, pronunciado [wǎŋ ɕín y̌] nascida em 26 de setembro de 2001) é uma tenista profissional chinesa. 
Em 9 de outubro de 2023, Xinyu alcançou o ranking de simples mais alto de sua carreira, no 32º lugar do mundo. Em 11 de setembro de 2023, ela alcançou o 18º lugar no ranking de duplas. Em parceria com Hsieh Su-wei, ela conquistou o título de duplas femininas no Aberto da França de 2023.

## Equipe de treinamento
A equipe atual de Xinyu consiste em seu pai, Wang Peng; um técnico sérvio, Aleksandar Slović, que conquistou o título individual masculino na Universíada de Verão de 2009 e já treinou com Novak Djokovic quando era mais jovem; um preparador físico, Miro Hrvatin, da Croácia; e um fisioterapeuta chinês de Nanjing. Com a ajuda de Slović, Wang conseguiu treinar com algumas jogadoras sérvias no exterior. Atualmente ela treina no Centro de Tênis e Badminton do Centro Esportivo de Shenzhen.

## Vida pessoal
Xinyu nasceu em Shenzhen, Guangdong. Seu pai, Wang Peng (nascido em Hangzhou, Zhejiang), é ex-técnico da equipe de tênis de Shenzhen e da seleção nacional feminina de tênis da China, mas renunciou a esta última para se concentrar na carreira de tênis de sua filha. Sua mãe era ex-jogadora do time de basquete feminino de Zhejiang. Ambos se dedicaram a acompanhar Xinyu a todos os lugares. Xinyu demonstrou grande entusiasmo pelo tênis desde a infância e, treinada por seu pai, começou a jogar adequadamente aos cinco anos de idade.

## Carreira júnior
Desempenho do Grand Slam Júnior - Simples:
- Australian Open: SF (2018)
- Aberto da França: 3R (2017, 2018)
- Wimbledon: SF (2018)
- US Open: 2R (2017)

Desempenho do Grand Slam Júnior - Duplas:
- Australian Open: V (2018)
- Aberto da França: 2R (2017)
- Wimbledon: V (2018)
- US Open: SF (2017)

## Carreira profissional

### 2017: Estreia no Grand Slam
Xinyu conseguiu sua estreia em Grand Slam no Australian Open de 2018 em 3 de dezembro de 2017, em Zhuhai, ao vencer o "Asia-Pacific Wildcard Playoff", derrotando de virada a número 1 da Papua Nova Guiné, Abigail Tere-Apisah [en], na final. Tere-Apisah estava a apenas dois pontos da vitória quando liderava por 5–3, 30–0 no segundo set, procurando se tornar a primeira jogadora de Papua Nova Guiné a competir na chave principal de um Grand Slam, quando o ímpeto mudou e Wang, demonstrando destemor para sua idade, conquistou os próximos sete pontos antes de empatar a partida. Xinyu finalmente venceu a partida em três sets, aproveitando o intervalo mais crucial com um esplêndido golpe de backhand no nono game, e então fechou o set final depois de salvar quatro break points. "É provavelmente o dia mais importante da minha vida até agora", disse Xinyu na coletiva de imprensa pós-jogo ao CCTV Sports Channel [en], a emissora de TV oficial do Australian Open na China. Aos 16 anos, ela foi a jogadora chinesa mais jovem a chegar à chave principal de um Grand Slam.

### 2018: Primeiro campeão júnior do Grand Slam
No Australian Open, como a segunda competidora mais jovem na chave principal (pouco mais velha que Marta Kostyuk, de 15 anos), Xinyu perdeu em sua estreia no Grand Slam para Alizé Cornet, em dois sets. Mas indo para a final de duplas femininas juniores com sua parceira Liang En-shuo [en] de Taiwan, Xinyu conquistou o título em uma disputa acirrada contra Violet Apisah [en] de Papua Nova Guiné (sobrinha de Abigail Tere-Apisah) e  Lulu Sun, uma jogadora suíça nascida na Nova Zelândia de ascendência chinesa.

### 2019: Primeiro título de duplas do WTA Tour
Em setembro, Xinyu alcançou sua primeira final de nível WTA Tour no Jiangxi International Open no evento de duplas. Ao lado de Zhu Lin, ela derrotou as compatriotas Peng Shuai e Zhang Shuai.

### 2020-2021: Estreia no Top 100 em singles
Ela estreou no top 100, depois de chegar às quartas de final do Ladies Linz no número 99 do ranking mundial de final de ano, em 15 de novembro de 2021. No entanto, ela perdeu para a eventual campeã, Alison Riske.

### 2022: Primeira vitória em uma partida de Major e top 75 em simples, top 100 em duplas
Xinyu venceu sua primeira partida de Grand Slam de sua carreira, contra  Ann Li, e foi derrotada na segunda rodada do Australian Open pela número 2 do mundo, Aryna Sabalenka.
Ela fez sua estreia no top 100 em duplas, em 25 de abril de 2022, e no top 75 em simples, em 16 de maio de 2022, depois de ganhar seu maior título no ITF World Tennis Tour no $ 100k La Bisbal d'Emporda [en] na Espanha.

### 2023: Título do Aberto da França em duplas
Ao fazer parceria com Hsieh Su-wei no Aberto da França, usando o "ranking protegido", Xinyu chegou à final pela primeira vez em um torneio Major. No caminho, a dupla derrotou a atual campeã Kristina Mladenovic, que fez parceria com Zhang Shuai este ano, na segunda rodada, e as quintas cabeças de chave Desirae Krawczyk e Demi Schuurs na terceira rodada. Nas quartas de final, venceram Veronika Kudermetova e Liudmila Samsonova, e nas semifinais as sextas cabeças de chave Nicole Melichar-Martinez e Ellen Perez avançaram para sua primeira final como dupla. Lá, elas derrotaram Leylah Fernandez e Taylor Townsend para ganhar o título, seu primeiro título como equipe e o primeiro título em torneio Major para Wang Xinyu.
No US Open, Xinyu chegou até as oitavas de final onde perdeu para Karolína Muchová em jogo de três sets.

### 2024
Xinyu teve um início de temporada discreto. Participou do ASB Classic  como "cabeça de chave" N° 6, vencendo Yulia Putintseva na estreia em sets diretos e perdendo na segunda rodada para a compatriota Xiyu Wang [en] em jogo de três sets. Logo depois, participou do Hobart International como "cabeça de chave" N° 4, vencendo Olivia Gadecki [en] na estreia em jogo de três sets e perdendo na segunda rodada para a compatriota Yuan Yue [en] em sets diretos. Depois disso, partiu para o Australian Open, no qual como "cabeça de chave" N° 30, perdeu na primeira rodada para Diane Parry em jogo de três sets.
Prosseguindo sua campanha em quadras duras, agora no Oriente Médio, Xinyu participou do Abu Dhabi Open, onde perdeu para a "lucky loser" Cristina Bucșa na primeira rodada em jogo de três sets. Em Doha, ela venceu a cabeça de chave N° 10, Beatriz Haddad Maia na primeira rodada em sets diretos mas perdeu para Victoria Azarenka na segunda também em sets diretos. Em Dubai, ela perdeu na primeira rodada para Donna Vekic em sets diretos. No giro americano, no San Diego Open, ela venceu Clara Tauson na primeira rodada e perdeu para Anastasia Pavlyuchenkova na segunda, ambos os jogos em três sets. Em Indian Wells, ela chegou à segunda rodada onde perdeu para Elise Mertens em sets diretos. No Miami Open, chegou à terceira rodada, onde perdeu para Madison Keys em sets diretos porém equilibrados.
Xinyu iniciou a temporada em quadras de saibro no Aberto de Madri, ela venceu  Viktoriya Tomova na primeira rodada em jogo de três sets mas perdeu para Caroline Garcia na segunda em sets diretos. De forma semelhante, no Aberto de Roma, ela venceu a compatriota Yuan Yue na primeira rodada em sets diretos mas perdeu para Beatriz Haddad Maia na segunda, de virada, em jogo de três sets. Em seguida, no Internationaux de Strasbourg, passou por Anna Kalinskaya na primeira rodada em sets diretos, mas perdeu para a cabeça de chave N° 4, Madison Keys, na segunda, também em sets diretos. Já no Aberto da França, venceu a vinda da qualificatória, Jule Niemeier [en], na primeira rodada em jogo de três sets, venceu Viktoriya Tomova, na segunda, também em jogo de três sets, mas perdeu na terceira para Anastasia Potapova, em mais um jogo de três sets.
Xinyu começou a temporada em quadras de grama tentando o Berlim Ladies Open, no qual passou pela qualificatória sem perder nenhum set, mas perdeu na primeira rodada da chave principal para a cabeça de chave N° 8, Ons Jabeur em sets diretos, porém equilibrados.